# Plymouth Voyager
Der Plymouth Voyager war ein Van, den Chrysler unter dem Markennamen Plymouth in den Jahren 1974 bis 2000 herstellte. Der Plymouth Grand Voyager war eine etwas größere Variante mit längerem Radstand. Die Fahrzeuge waren für den nordamerikanischen Markt konzipiert und wurden nur dort offiziell angeboten.
Die ersten zwei Serien (1974 bis 1979 und 1979 bis 1983) waren große amerikanische Vans bzw. Transporter („full size van“), die vom gleichartigen, seit 1971 gebauten Dodge-Modell abgeleitet waren (Dodge Sportsman bzw. später Dodge Ram Wagon). Im Gegensatz zu den Dodge-Modellen wurde der Voyager allerdings ausschließlich als Kleinbus mit bis zu 15 Sitzplätzen vermarktet.
Ab 1984 wurde ein neu konstruiertes, wesentlich kleineres Modell unter diesem Namen angeboten. Dabei entsprach der Wagen dem in Europa geläufigen Chrysler Voyager weitgehend. In Nordamerika gibt es noch weitere Schwestermodelle mit teils anderer Ausstattung, nämlich den Dodge Caravan und als Luxusmodell den Chrysler Town & Country.
Als die Marke Plymouth im Jahr 2001 eingestellt wurde, bekamen die Modelle auch in Nordamerika den Namen Chrysler Voyager, der in Europa bereits seit vielen Jahren etabliert war.
Ein Überblick, unter welchen anderen Marken dieses Fahrzeug verkauft wird, findet sich im Artikel Chrysler Voyager.

## Modellgeschichte

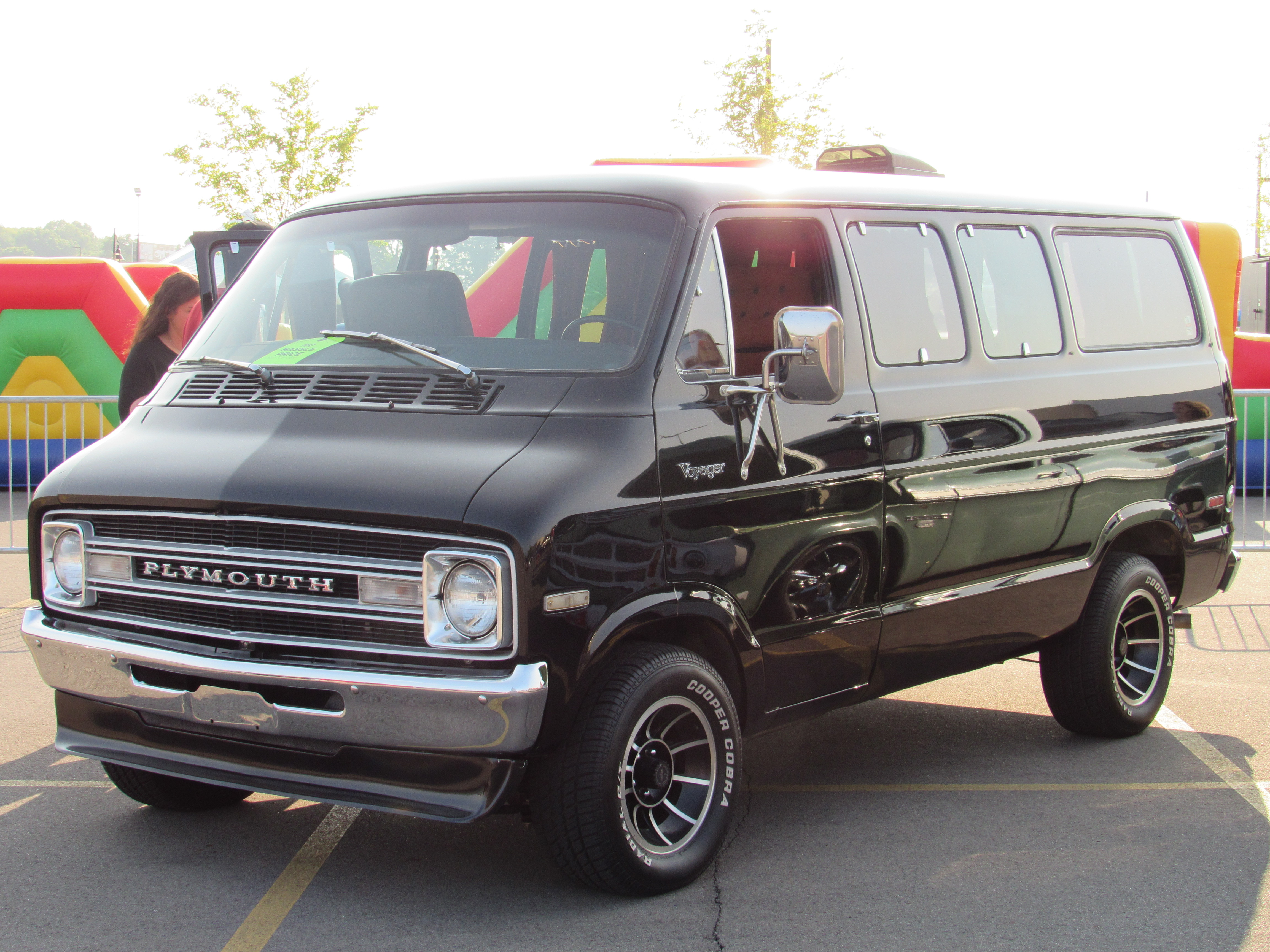
Plymouth Voyager (1974–1983), siehe Dodge Ram Wagon
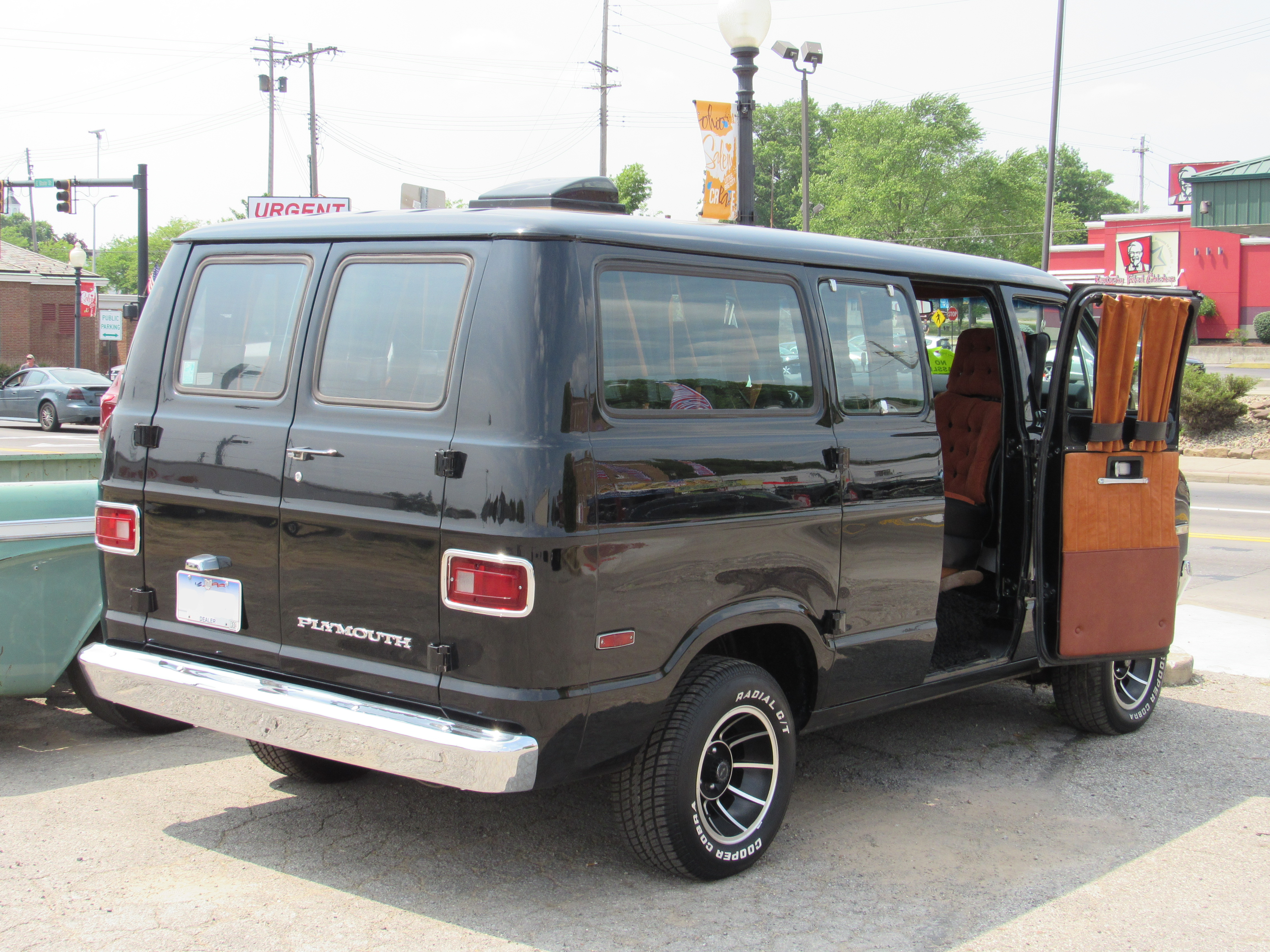
Heckansicht
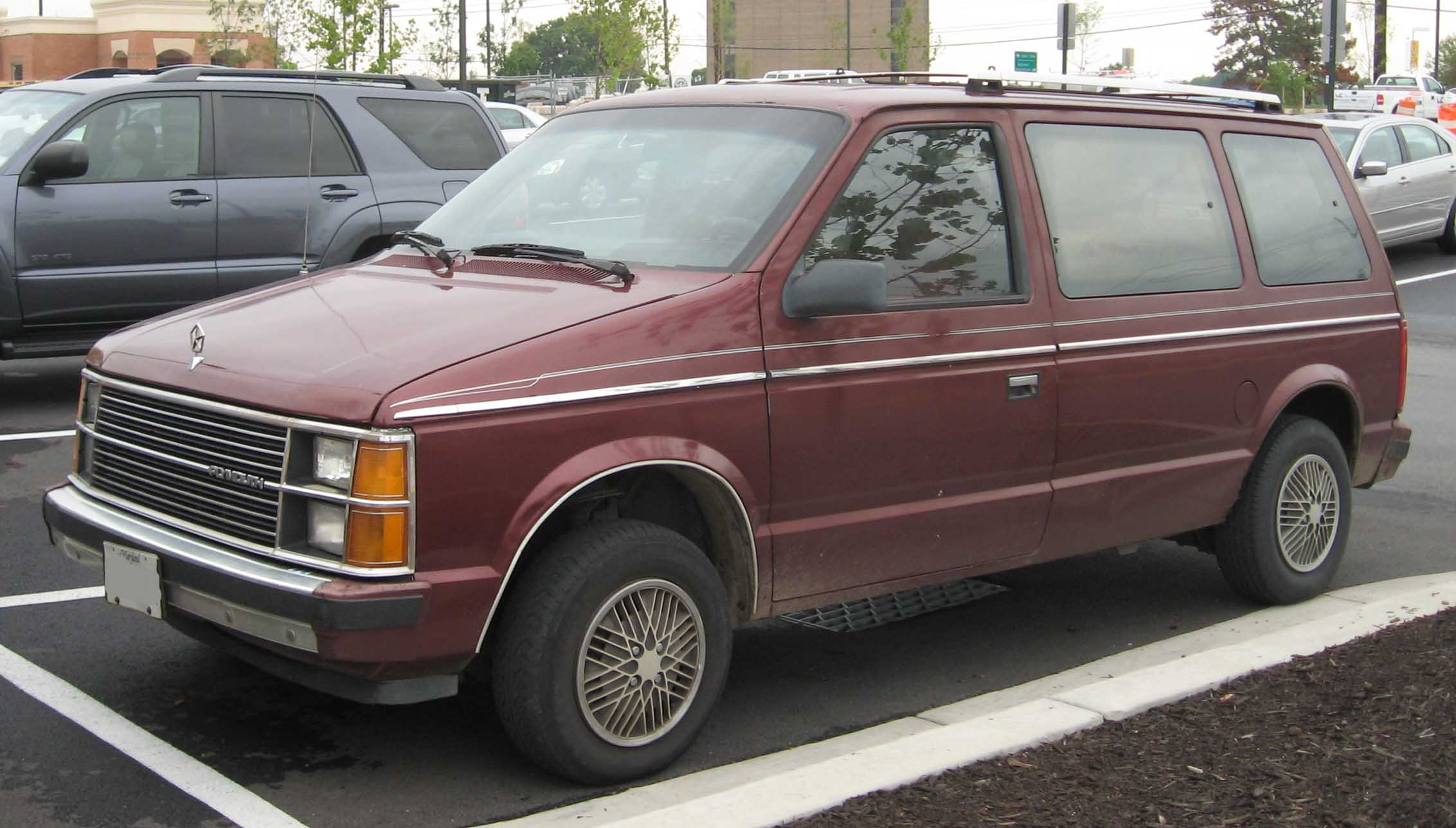
Plymouth Voyager (1984–1990)
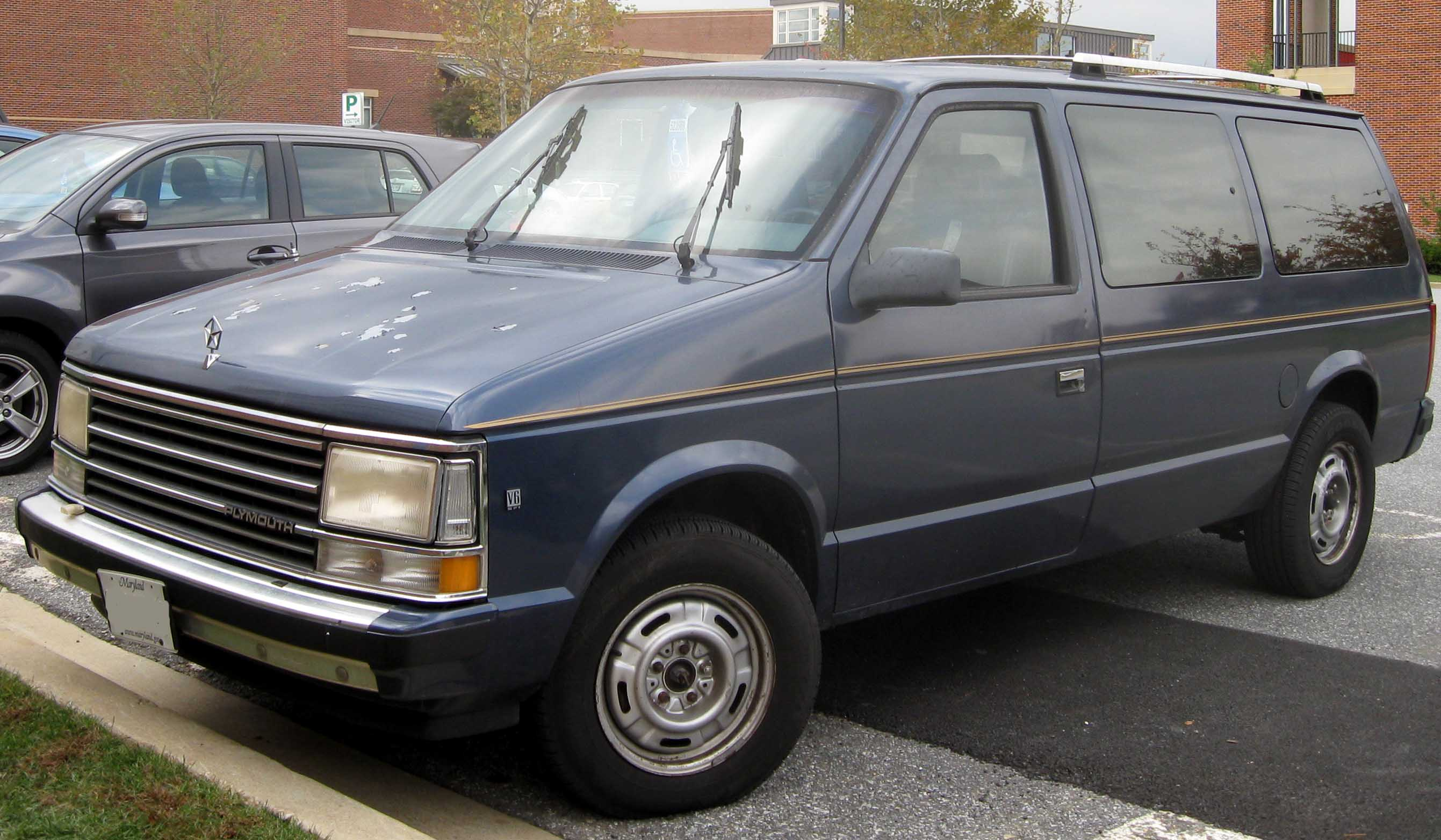
Plymouth Grand Voyager (1987–1990)
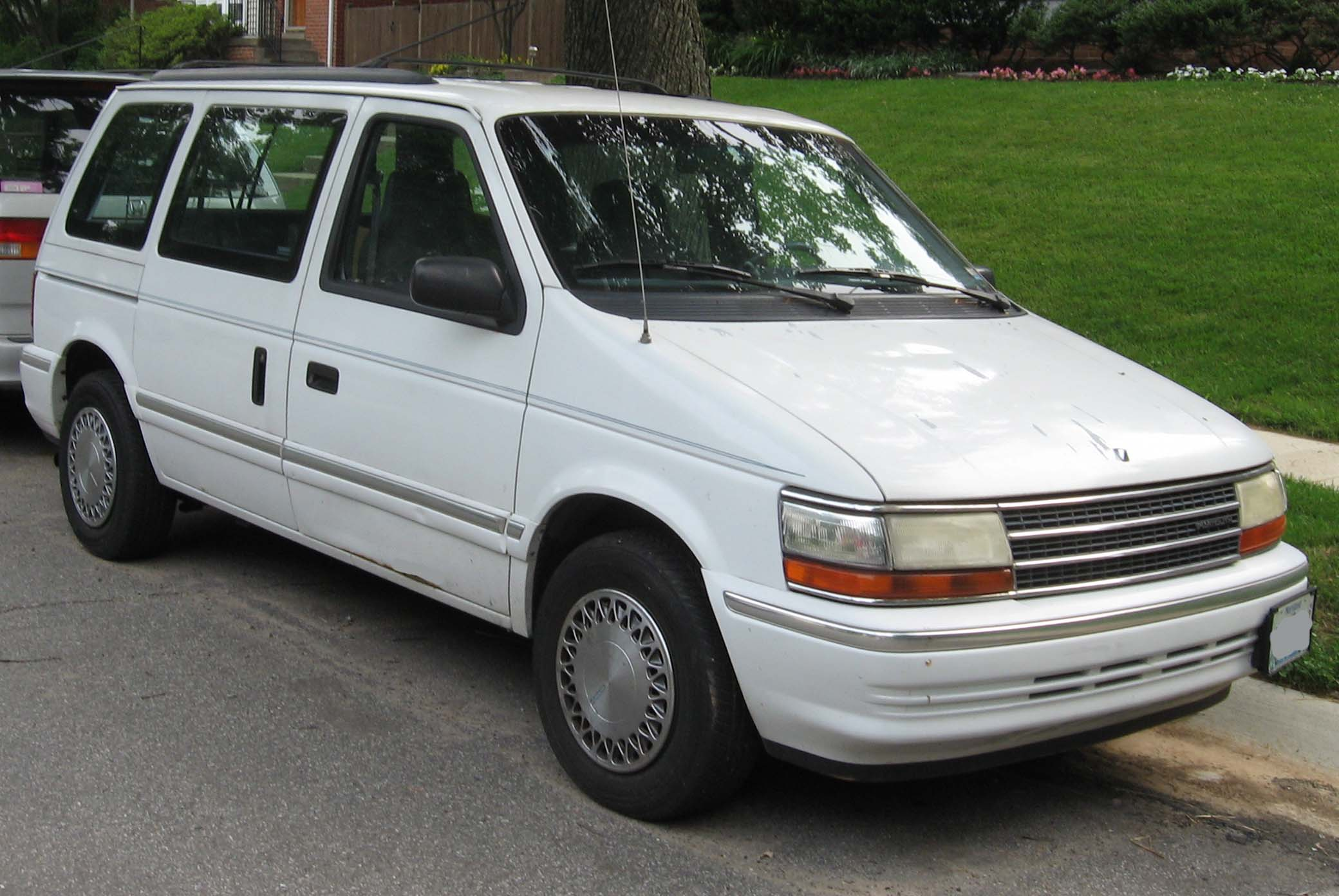
Plymouth Voyager (1991–1995)
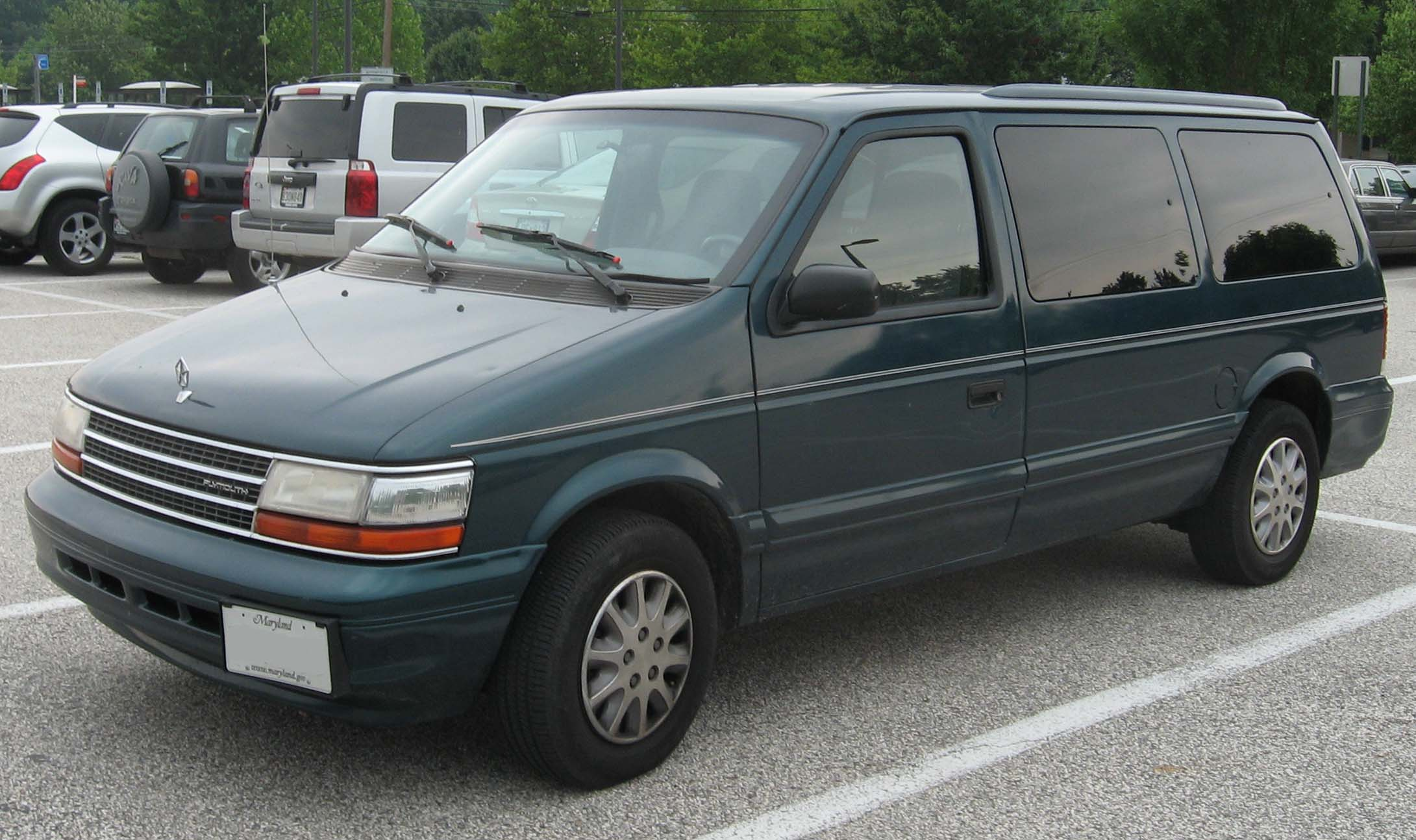
Plymouth Grand Voyager (1992–1995)
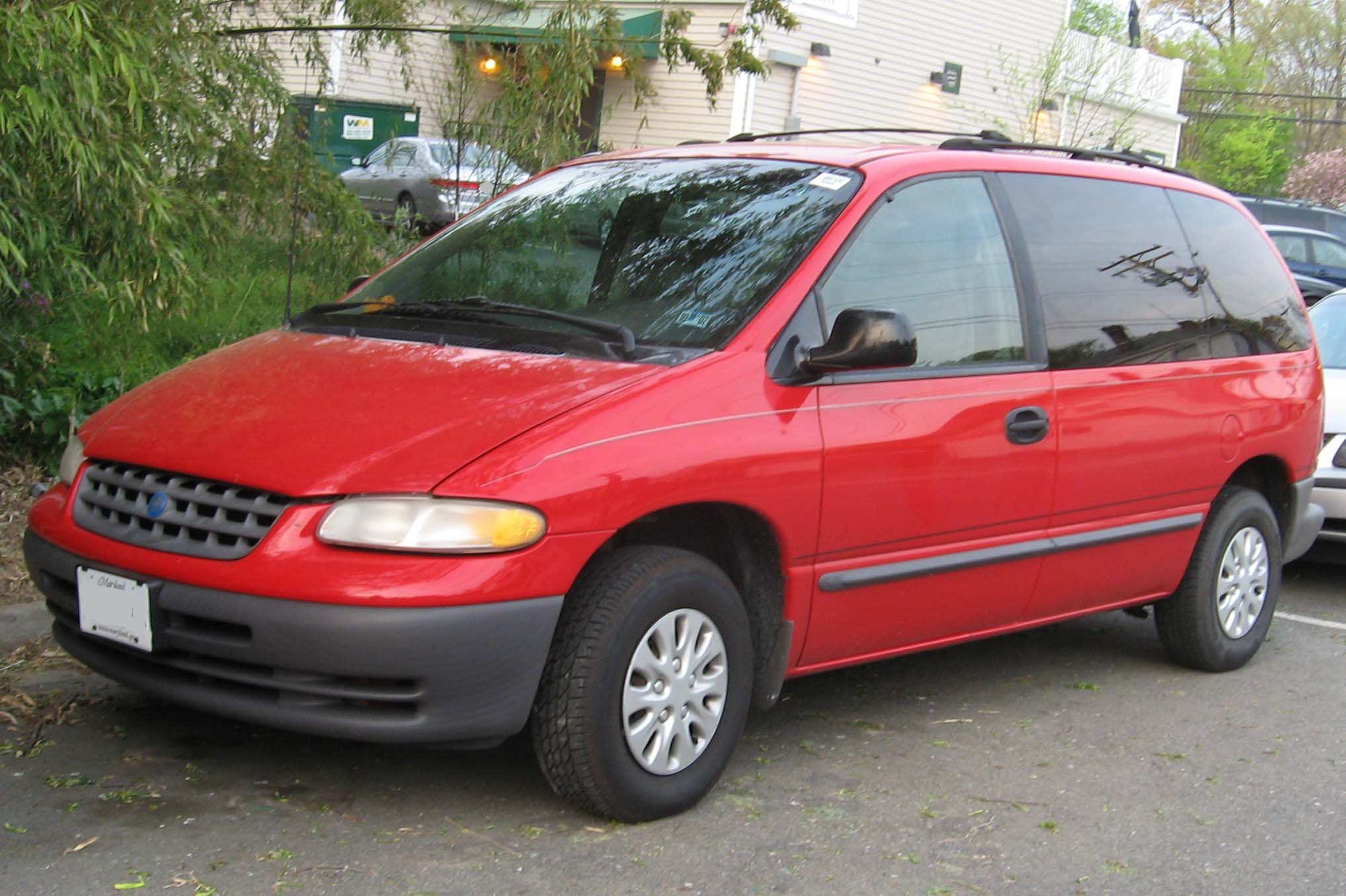
Plymouth Voyager (1995–2000)
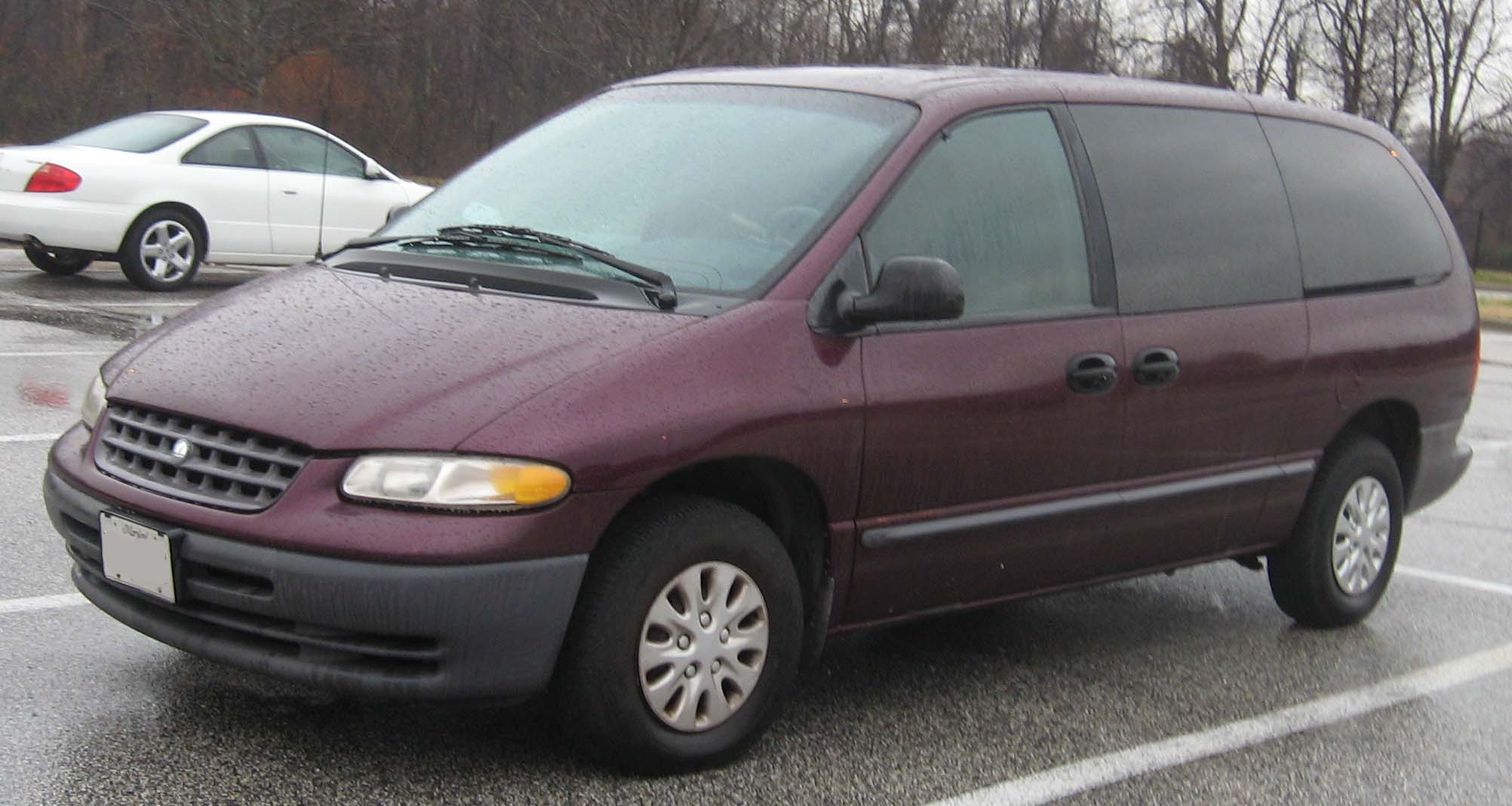
Plymouth Grand Voyager (1996–2000)